# Geobiastes squamiger
Geobiastes squamiger là một loài chim trong họ Brachypteraciidae. Chúng là loài duy nhất trong chi Geobiastes và là loài đặc hữu của Madagascar.